# Municipio de Graceville
El municipio de Graceville (en inglés: Graceville Township) es un municipio ubicado en el condado de Big Stone en el estado estadounidense de Minnesota. En el año 2010 tenía una población de 197 habitantes y una densidad poblacional de 2,17 personas por km².

## Geografía
El municipio de Graceville se encuentra ubicado en las coordenadas 45°32′8″N 96°25′18″O / 45.53556, -96.42167. Según la Oficina del Censo de los Estados Unidos, el municipio tiene una superficie total de 90.66 km², de la cual 84,74 km² corresponden a tierra firme y (6,53 %) 5,92 km² es agua.

## Demografía
Según el censo de 2010, había 197 personas residiendo en el municipio de Graceville. La densidad de población era de 2,17 hab./km². De los 197 habitantes, el municipio de Graceville estaba compuesto por el 98,98 % blancos, el 0,51 % eran afroamericanos y el 0,51 % eran de una mezcla de razas. Del total de la población el 0 % eran hispanos o latinos de cualquier raza.